# Melanichneumon complicatus
Melanichneumon complicatus là một loài tò vò trong họ Ichneumonidae.